# Le Catelet
Le Catelet is een gemeente in het Franse departement Aisne (regio Hauts-de-France) en telt 218 inwoners (1999). De plaats maakt deel uit van het arrondissement Saint-Quentin.

## Geografie
De oppervlakte van Le Catelet bedraagt 0,4 km², de bevolkingsdichtheid is 545,0 inwoners per km².
Le Catelet ligt langs het kanaal van Saint-Quentin, dat via de tunnel van Riqueval is verbonden met Bellicourt.
De onderstaande kaart toont de ligging van Le Catelet met de belangrijkste infrastructuur en aangrenzende gemeenten.

## Demografie
Onderstaande figuur toont het verloop van het inwonertal (bron: INSEE-tellingen).
Vanwege een beveiligingsprobleem met de MediaWiki Graph-software is het momenteel niet mogelijk deze grafiek weer te geven. Zodra de software is bijgewerkt zal de grafiek vanzelf weer zichtbaar worden.